# Fabrizio Faniello
Fabrizio Faniello (Valletta, 1981. április 27. –) máltai énekes, Claudia Faniello bátyja.

## Életpályája
Ő képviselt Máltát a 2001-es és 2006-os Eurovíziós Dalfesztiválon.

## Diszkográfia

### Albumok
| Év   | Cím                |
| ---- | ------------------ |
| 2001 | While I’m Dreaming |
| 2004 | When We Danced     |
| 2005 | Believe            |
| 2006 | Hits & Clips       |
| 2011 | No Surrender       |

### Dalok
| Év   | Cím                                                      |
| ---- | -------------------------------------------------------- |
| 2001 | Another Summer Night                                     |
| 2001 | My Girl                                                  |
| 2002 | The Touch of Your Breath                                 |
| 2002 | Show Me Now                                              |
| 2002 | Let Me Be Your Lover                                     |
| 2002 | Just 4 Christmas                                         |
| 2004 | When We Danced                                           |
| 2004 | I’m in Love (The Whistle Song)                           |
| 2005 | Bye Baby Bye Bye                                         |
| 2005 | Love on the Radio                                        |
| 2006 | I Do                                                     |
| 2007 | Love Me or Leave Me                                      |
| 2010 | I no can do (Cari Jodoh)                                 |
| 2010 | My heart is asking you (Baik Baik Sayang)                |
| 2011 | No Surrender                                             |
| 2011 | Know me better                                           |
| 2012 | I will fight for you (Papa´s Song)                       |
| 2012 | The Hardest Thing                                        |
| 2013 | The Sound of life is pop (Jones feat. Fabrizio Faniello) |
| 2014 | Just no place like home                                  |